# Gottfried Keller
Gottfried Keller (19 de julho de 1819 – 15 de julho de 1890) foi um poeta e escritor suíço de literatura alemã. Mais conhecido por seu romance autobiográfico Der grüne Heinrich (Henrique, o Verde, sem tradução portuguesa) e seu ciclo de novelas Die Leute von Seldwyla (A Gente de Seldwyla), tornou-se um dos narradores mais populares do realismo literário no final do século XIX. 
"A vida pacata do 'Shakespeare da novela' [...] bem simboliza a tranquila existência da Suíça, o seu pequeno país, em meio aos cataclismos europeus. Após o malogro de sua tentativa de pintor paisagista, e de uma fase de poesias românticas, encontrou Keller seu verdadeiro caminho graças à influência do filósofo Ludwig Feuerbach, a cujos cursos assistia em Heildelberg, e que o desviou para o realismo. Nessa velha cidade universitária e em Berlim passou os anos mais decisivos: lá é que encontrou a sua fórmula, uma espécie de 'realismo poético'."

## Biografia
Seu pai era Rudolf Keller (1791–1824), um torneiro mecânico de Glattfelden; sua mãe era uma mulher chamada Elisabeth Scheuchzer (1787-1864). O casal teve seis filhos, quatro dos quais morreram, o que significa que para Keller só restou sua irmã Regula. Depois que seu pai morreu de tuberculose, a família de Keller enfrentou constante pobreza. Rebelde, Keller vivia em conflito com seus professores e, mais tarde, deu uma boa descrição de suas experiências nesse período em seu longo romance Der grüne Heinrich (Henrique, o Verde, 1850-55; 2ª versão, 1879, sem tradução portuguesa).
A primeira verdadeira paixão de Keller foi a pintura. Expulso em uma confusão política da Industrieschule (Escola Industrial) de Zurique, tornou-se aprendiz em 1834 do pintor paisagista Steiger e, em 1837, do aquarelista Rudolf Meyer (1803-1857). Em 1840, foi para Munique (Baviera) para estudar arte, por um tempo, na Academia Real de Belas Artes.
Keller retornou a Zurique em 1842 e, embora possuindo talento como pintor, começou a escrever. Publicou seus primeiros poemas, Gedichte, em 1846. Jacob Wittmer Hartmann caracteriza esses seis anos em Zurique (1842-1848) como um período de inatividade quase total, quando Keller se inclinou fortemente para o radicalismo na política. De 1848 a 1850, estudou na Universidade de Heidelberg. Lá, passou a sofrer a influência do filósofo Ludwig Feuerbach e estendeu seu radicalismo também às questões de religião.
De 1850 a 1856, trabalhou em Berlim. Hartmann afirma que foi principalmente esta estadia em Berlim que moldou o caráter de Keller em sua forma final, atenuando seu pessimismo e o preparando (não sem as privações da fome), no turbilhão de uma grande cidade, para desfrutar dos prazeres mais restritos de sua nativa Zurique. Foi em Berlim que ele se afastou definitivamente de outras atividades e assumiu a literatura como carreira.
Nesse período, Keller publicou o romance semiautobiográfico Der grüne Heinrich (Henrique, o Verde, sem tradução portuguesa). Trata-se da mais pessoal de todas as suas obras. Sob a influência da doutrina do retorno à natureza de Jean-Jacques Rousseau, este livro pretendia inicialmente ser uma breve narrativa do colapso da vida de um jovem artista. Expandiu-se, à medida que sua composição progrediu, para uma enorme obra sobre a juventude e a carreira de Keller como pintor até 1842. Sua recepção pelo mundo literário foi fria, mas a segunda versão de 1879 teve uma recepção bem mais calorosa. 
Ele também publicou sua primeira coleção de novelas, Die Leute von Seldwyla (A Gente de Seldwyla). Contém cinco histórias com em média 60 páginas cada. Hartmann caracteriza duas das histórias neste livro como imortais: Die drei gerechten Kammacher (Os três fabricantes de pentes justos), que ele vê como o ataque mais satírico e cáustico à sórdida moralidade pequeno-burguesa já escrito por qualquer escritor, e Romeo und Julia auf dem Dorfe (Romeu e Julieta na aldeia, tradução portuguesa de Marcus Vinicius Mazzari) como um dos contos mais patéticos da literatura (um enredo análogo ao de Romeu e Julieta de Shakespeare em um cenário de aldeia suíça).
Keller retornou a Zurique e tornou-se o Primeiro Secretário Oficial (Staatsschreiber) do Cantão de Zurique em 1861. As tarefas rotineiras desse cargo eram uma espécie de ponto fixo em torno do qual suas atividades artísticas podiam girar, mas Hartmann opina que ele produziu pouco de valor permanente nestes anos. Em 1872, Keller publicou Sieben Legenden (Sete Lendas, tradução de Paulo Rónai e Aurélio Buarque de Holanda), que tratava do início da era cristã. Após 15 anos nesse cargo, aposentou-se em 1876, e iniciou um período de atividade literária que se prolongaria até à sua morte, vivendo a vida de um velho solteirão com a sua irmã Regula como governanta. Apesar de seus modos muitas vezes antipáticos, sua extrema reserva e idiossincrasia no trato com os outros, conquistou a afeição dos concidadãos em sua cidade e uma reputação quase universal antes de sua morte.

## Obras traduzidas em português
- Sete Lendas (Sieben Legenden), tradução de Paulo Rónai e Aurélio Buarque de Holanda, lançado pela Editora Civilização Brasileira em 1961. Coletânea de sete lendas medievais de temática cristã. A primeira é a história de Santa Eugênia, que, disfarçada de homem, tornou-se abade de um mosteiro mas cai numa armadilha; na segunda, a Virgem Maria salva uma esposa de ser entregue pelo marido ao Diabo; a terceira é a história do segundo casamento dessa mesma mulher com um marido mais digno, graças à intercessão da Virgem Maria; a quarta é a história de uma freira que foge do convento mas cuja ausência não é notada porque a Virgem Maria tomou o seu lugar; a quinta é sobre um monge que tenta salvar prostitutas do pecado e acaba sendo seduzido por uma moça de boa família e se casando; a sexta é a história do martírio de Santa Doroteia; a sétima é uma lenda em torno da musa da dança.

- "Espelho, o Gatinho" (Spiegel, das Kätzchen), em Mar de Histórias, 4o volume, antologia do conto mundial organizada e traduzida por Aurélio Buarque de Holanda e Paulo Rónai. Compõe a Parte I da coletânea Die Leute von Seldwyla (A Gente de Seldwyla). História de um gatinho que, desamparado com a morte de sua dona, a fim de não morrer de fome, aceita fazer um pacto com um feiticeiro.

- Romeu e Julieta na aldeia, em tradução de Marcus Vinicius Mazzari para a Editora 34. Compõe a Parte I da coletânea Die Leute von Seldwyla (A Gente de Seldwyla). História de dois jovens apaixonados, Sali e Vrenchen, cujo amor, à semelhança daquele entre os personagens shakespearianos Romeu e Julieta, é inviabilizado pela inimizade profunda entre seus pais, os quais, na disputa por uma faixa de terra, acabaram se arruinando.

- As roupas fazem as pessoas (Kleider machen Leute), em tradução de Giovane Rodrigues Silva para a coleção Literatura Livre publicada pelo Instituto Mojo e Sesc. O título corresponde ao ditado em português "o hábito faz o monge". Compõe a Parte II da coletânea Die Leute von Seldwyla (A Gente de Seldwyla). História de um aprendiz de alfaiate que, após a falência da alfaiataria onde trabalhava, empreende uma viagem a pé a uma cidadezinha vizinha. No caminho, aceita a carona do cocheiro de uma carruagem elegante e, por isso, e também por estar muito bem vestido (embora não possua um tostão sequer), chegado à hospedaria da cidade, é tomado por um nobre polonês e adulado pela população local, o que traz consequências que mudam o curso de sua vida.

## Der grüne Heinrich(Henrique, o Verde)
Der grüne Heinrich (Henrique, o Verde), obra de maior envergadura de Gottfried Keller, está entre os três maiores romances de formação da literatura em língua alemã do século XIX. Os outros dois são Os Anos de Aprendizado de Wilhelm Meister de Goethe e Der Nachsommer (Fim de Verão) de Adalbert Stifter. O livro foi incluído na lista dos 100 livros mais importantes da literatura mundial da revista Zeit e filmada pelo cineasta suíço Thomas Koerfer em 1991. Foi traduzido para vários idiomas, como inglês (Green Henry), francês (Henri le vert) e espanhol (Enrique el verde), mas não para o português. Baseia-se em grande parte na vida do autor. “O motivo do sucesso desse livro é o insucesso do autor antes de tê-lo escrito.”
Os três primeiros volumes da versão original foram publicados em 1854 e o quarto em 1855. A segunda versão, definitiva, quando o autor já tinha 60 anos, surgiu em 1879/80. Enquanto a primeira versão começa com a viagem do protagonista aos 18 anos da Suíça à Alemanha para estudar pintura, e sua infância e adolescência são narradas em flashback em primeira pessoa com base num manuscrito do protagonista, a segunda versão é completamente linear, cronológica, toda escrita em primeira pessoa. Uma constante na trama são as dificuldades financeiras que o autor sentiu na pele.
O herói (ou anti-herói) Heinrich Lee deve seu apelido “der grüne Heinrich” (“Henrique, o Verde”) às roupas dessa cor que a mãe lhe costurou na infância com o tecido do uniforme do pai prematuramente falecido. A história abrange o fascínio do menino pelos livros; o bullying infligido por um colega que “felizmente” caiu do telhado durante uma obra e morreu; a expulsão injusta do colégio por um tumulto coletivo, do qual acabou levando toda a culpa; um período passado entre parentes no campo onde conhece duas moças, Anna e Judith, entre as quais oscila seu coração; o amor pela natureza e a decisão de se tornar pintor de paisagens; as aulas particulares primeiro no ateliê do gravurista Habersaat que produz paisagens de apelo comercial, mas sem grande valor artístico, e depois com o pintor Römer, que viveu na Itália e teve seus dias de glória, mas agora vive um processo de enlouquecimento; a ida para uma cidade grande na Alemanha, que se supõe ser Munique, embora o nome não seja citado explicitamente na obra, onde faz amizade com o dinamarquês Oskar Erikson e o holandês Ferdinand Lys e participa da vida e festividades da cidade, envolvendo-se até num duelo. A mãe se arruína financeiramente para poder sustentar os estudos do filho mas, depois que o dinheiro se esgota, Heinrich passa fome e decide voltar a pé para a Suíça, já que não tem como pagar pelo transporte. Na viagem é acometido por um golpe de sorte ao conhecer um conde que admira sua arte e o recompensa financeiramente, e se apaixona pela filha adotiva do conde, mas não tem coragem de se declarar.
O final do romance diverge entre as versões, sendo mais trágica na primeira: o protagonista, chegando em casa, encontra sua mãe já morta e, consumido pelo remorso, morre pouco depois. Na versão definitiva encontra-a gravemente enferma, mas ainda viva, presencia sua morte e cai em depressão devido ao remorso, mas acaba obtendo um emprego público e é resgatado do estado de tristeza pela antiga “namorada” de adolescência Judith, que havia emigrado para os Estados Unidos mas decidira retornar para dar uma força ao antigo “namorado”. Eles não se casam, mas unem suas vidas.
Segundo Jean-Claude Trutt, trata-se de um “verdadeiro monumento da literatura alemã do século XIX. Um brilhante romance de formação, mas que é ao mesmo tempo um romance autobiográfico, uma verdadeira confissão do próprio Gottfried Keller. O que se lê não é simplesmente a formação do herói do romance, Heinrich Lee, mas toda a evolução do pensamento e da personalidade de seu autor.”
Existe uma cena “profética” no Capítulo 15 da Parte 3 em que o protagonista pinta um quadro abstrato, elogiado pelo amigo Erikson, meio século antes que o abstracionismo surgisse como um movimento estético na pintura. Vemos também no desenrolar do livro discussões sobre a crença em Deus versus ateísmo, imortalidade da alma e o sistema republicano suíço, entre outros temas.